# Lake City (Minnesota)
Lake City w stanie Minnesota, jest pięciotysięcznym miasteczkiem, leżącym w większości na terenie hrabstwa Wabasha, częściowo jednak w Goodhue. Miejscowość ułożona jest wzdłuż jeziora Pepin.